# Gemsch
Gemsch oder Gämsch ist ein Kartenspiel, das mit Jasskarten gespielt wird. Vor allem bei der Jugend in der Schweiz ist das Spiel beliebt.

## Spielprinzip
Es wird mit den „französischen“ oder „Deutschschweizer“ Karten gespielt. Das Spiel kann zu viert oder zu sechst gespielt werden, allerdings gibt es auch Varianten mit mehr als sechs Spielern, wobei immer zwei Spieler zusammen ein Team bilden und gegenübersitzen. Jeder Spieler erhält vier Karten und in der Mitte des Tisches werden vier weitere offen ausgelegt. Die restlichen Karten kommen auf einen Stapel. Jedes Team macht ein geheimes Zeichen ab, mit welchem  ein Spieler seinem Partner anzeigen kann, dass er „Gemsch“ hat.
Wird unter der Gruppe über das Zeichen von der anderen Gruppe geredet, müssen die Karten abgegeben, und die Gruppe (vom verratenem Zeichen) gewinnt.
Nun kann das Spiel beginnen. Ziel ist es, die gleiche Karte von allen vier Farben (z. B. Herz ♥, Ecke/Karo ♦, Pik/Schaufel ♠ und Kreuz ♣ auf die Hand zu bekommen), also z. B. ♥8, ♦8, ♠8 und ♣8. Dabei darf jeder Spieler, solange er will, Karten aus der eigenen Hand mit den offenen Karten der Mitte austauschen. Es gilt dabei das Prinzip: „Wer zuerst kommt, mahlt zuerst.“ Will aus der Mitte kein Spieler mehr Karten nehmen, so werden die vier offenen Karten weggelegt und durch vier neue vom Stapel ersetzt.

### Gewinn
Hat ein Spieler nun vier gleiche Karten in der Hand, muss er seinem Mitspieler dies mittels des Zeichens bemerkbar machen, natürlich ohne dass dies die Gegenseite bemerkt. Der Partner ruft, sobald er es bemerkt hat, nun „Gemsch!“, um die Runde zu gewinnen. Bemerken aber die Gegenspieler zuerst, dass die andere Seite Gemsch hat, können diese „Gegen-Gemsch!“ oder „Bock!“ rufen und so die Runde gewinnen. Haben beide Spieler eines Teams gleichzeitig Gemsch, gilt das als Doppel-Gemsch, was mit „Doppel-Gemsch!“ angezeigt wird.

### Bewertung
Beim Zählen der Punkte gibt es verschiedene Varianten: 
- Das häufigste System ist, dass pro „Gemsch!“ ein Punkt gegeben wird, bei Doppel-Gemsch zwei und, wenn fälschlicherweise „Gemsch!“, „gegen Gemsch!“/„Bock!“ gerufen wird, ein Punkt für die Gegenseite. Wird das Zeichen der Gegenseite herausgefunden, so gibt es nochmal 2 Punkte. Wer am Schluss am meisten Punkte hat, gewinnt.

- Eine weitere Variante: Pro Gemsch bekommt man 11 Punkte, bei „Gegen Gemsch“ 13 und wenn man das Zeichen des Gegners herausgefunden hat bekommt man 17 Punkte.

## Abwandlungen
Es gibt noch diverse Abwandlungen von Gemsch, wie z. B. Foltergemsch.